# Tulenkantajat
Tulenkantajat (finn., dt. Fackelträger) war eine 1924/25 gegründete Literarische Gruppe in Finnland, „die sich einer vom Modernismus durchdrungenen Literaturkritik verschrieb“.
Der Name mag in Anlehnung an die gleichnamige Novellensammlung, welche 1924 von den Schriftstellern Elmer Diktonius, Hagar Olsson und Edith Södergran veröffentlicht wurde, entstanden sein. Ab 1928 gab die Gruppe unter Herausgeberschaft von Erkki Vala ebenfalls unter dem Titel Tulenkantajat eine eigene Literaturschrift heraus. Zentrale Persönlichkeit war der 1903 geborene Dichter und Essayist Olavi Paavolainen, der 1930 auch die Chefredaktion der Zeitschrift übernahm, weitere Wortführer der Gruppe waren Lauri Viljanen, Uuno Kailas, Elina Vaara und Arvi Kivimaa. Die Gruppe verstand sich als avantgardistisch der modernen Zeit sowie ihren technischen und gesellschaftlichen Neuerungen zugewandt, die künstlerischen Ströme der Zeit wie Dadaismus oder Futurismus in ihren Publikationen verarbeitend. Auch machte sie sich durch Übersetzungen von Werken der Weltliteratur in Finnische verdient.
Die um 1930 auch in Finnland zunehmenden innergesellschaftlichen Konflikte zwischen extremer Linken und dem Faschismus zuneigenden rechten Opponenten führten in der betont politisch ausgerichteten Künstlervereinigung zu starken Spannungen und schließlich 1939 zu ihrer Auflösung. Manche Autoren wie Katri Vala und Pentti Haanpää setzten ihre politische und literarische Arbeit nach der Auflösung von Tulenkantajat in der Gruppe Kiila fort.